# Wilhelm Sauer (Archivar)
Wilhelm Sauer (* 21. Juni 1843 in Münster; † 4. April 1901 in Düsseldorf) war ein deutscher Archivar.
Wilhelm Sauer arbeitete an den Staatsarchiven in Münster (1869–1873), Düsseldorf (1873), Hannover (1874–1876), Aurich (1876–1878), Idstein (1878–1881) und Düsseldorf (1897–1901). Er war von 1881 bis 1897 Direktor des nassauischen Staatsarchivs Wiesbaden.
Sauer schrieb zahlreiche Artikel in der Allgemeinen Deutsche Biographie.

## Schriften
- Die ältesten Lehnsbücher der Herrschaft Bolanden. Niedner, Wiesbaden 1882.
- mit Karl Menzel (Hrsg.): Codex diplomaticus Nassoicus = Nassauisches Urkundenbuch. Die Urkunden des ehemals kurmainzischen Gebiets, einschliesslich der Herrschaften Eppenstein, Königstein und Falkenstein, der Niedergrafschaft Katzenelnbogen und des kurpfälzischen Amts Caub. 3 Teile, Niedner, Wiesbaden 1885–1887.
- Blüchers Übergang über den Rhein bei Caub. Nebst Mitteilungen über den Aufenthalt des York’schen Corps im Herzogtum Nassau vom Ende October 1813 bis zum Januar 1814. Mit dem Facsimile eines Briefes Blüchers. Kreidel, Wiesbaden 1892.
- Das Herzogtum Nassau in den Jahren 1813–1820. Ein Beitrag zur Geschichte der gleichzeitigen politischen Bewegungen in Deutschland. Kreidel, Wiesbaden 1893.